# Parafia Matki Bożej Miłosierdzia w Suwałkach
Parafia Matki Bożej Miłosierdzia w Suwałkach – została utworzona w 1988 roku. Należy do dekanatu Suwałki - Miłosierdzia Bożego diecezji ełckiej. Kościół parafialny wybudowany w latach 1984–1988. Parafię prowadzą księża Salezjanie.

## Proboszczowie
- ks. Stanisław Nurkowski (1979–1988)[1]
- ks. Zenon Jakuboszczak (1988–1994)[1]
- ks. Ludwik Kaliński (1994–2000)[1]
- ks. Stanisław Koronkiewicz (2000–2006)[1]
- ks. Jerzy Gabrych (2006–2013)[1]
- ks. Tadeusz Niewęgłowski (administrator 2013–2014)[1]
- ks. Marek Borysiak (2014–2020)[1]
- ks. Marek Gryn (2020– )[2]